# Морнингсайд-драйв
Морнингсайд-Драйв (англ. Morningside Drive) — это улица с двусторонним движением в Нью-Йорке, в районе Вест-Сайд.

Практически на всём своём протяжении улица идёт с севера на юг. 
На Морнингсайд-Драйв находятся Собор Иоанна Богослова, церковь Нотр-Дам (Нью-Йорк) и несколько зданий, принадлежащих Колумбийскому университету такие, как Школа права и восточный кампус. 
Всю восточную сторону улицы занимает Морнингсайд парк.
В 2014 году средняя стоимость аренды квартиры в месяц составила 1700 долларов, а покупки — 835 тысяч долларов.